# Куна (мова)
Куна (Dulegaya, Kuna) — чибчська мова, якою говорить народ куна, які мешкають в Колумбії та Панамі. Має два різновиди: сан-бласький та прикордонний діалекти.

## Різновиди
- Прикордонна куна (Border Cuna, Caiman Nuevo, Colombia Cuna, Cuna, Kuna de la Frontera, Long Hair Cuna, Paya-Pucuro, Payo-Pucura Cuna) поширена в місті Аркія департаменту Чоко; в містах Кайман-Альто і Кайман-Нуево департаменту Антіокія; в регіоні Дарьєн, у східних і західних берегів річок Галф і Ураба, на північному узбережжі біля панамського перешийка в Колумбії, а також в селах Пая і Пукуро на південному сході Панами.
- Сан-бласька куна (Cuna, San Blas Cuna, San Blas Kuna) поширена на островах Сан-Блас і на континентальній частині Панами.

## Абетка
a, b, d, e, g, i, l, m, n, o, r, s, u, w, y
Абетка затверджена в 2010 році. До цього використовувалися також літери ch, k, p, t .